# Mezira smithi
Mezira smithi är en insektsart som beskrevs av Nicholas A. Kormilev 1982. Mezira smithi ingår i släktet Mezira och familjen barkskinnbaggar. Inga underarter finns listade i Catalogue of Life.